# Vera von Falkenhausen
Vera von Falkenhausen (Essen, 19 febbraio 1938) è una nobile, bizantinista e filologa tedesca, nonché accademica in varie università d' Italia.

## Biografia
Suo bisnonno era il barone Ludwig von Falkenhausen.
Vera von Falkenhausen ha studiato filologia bizantina presso l'Università di Monaco di Baviera, conseguendovi anche il dottorato nel 1966 con Hans-Georg Beck. Dal 1968 al 1970 è stata Fellow presso il Dumbarton Oaks Center for Byzantine Studies a Washington. Ha insegnato storia e filologia bizantina dal 1974, dapprima all'Università di Pisa, poi all'Università della Basilicata e infine all'Università di Tor Vergata, dove dal 2007 è professore emerito.
Nella sua ricerca si è occupata dei vari aspetti della dominazione bizantina in Italia meridionale e in Sicilia. L'analisi e l'edizione degli scritti greci occupano un vasto spazio della sua produzione academica. Dal 2006 ha curato, per l'Associazione Nazionale per il Mezzogiorno d'Italia, l'Archivio storico per la Calabria e la Lucania, che è stato fondato nel 1931 da Paolo Orsi e Umberto Zanotti Bianco. È anche componente, dal 2004, del comitato scientifico della rivista di ricerche bizantinistiche Nea Rhome. 
Nel triennio 2010-2012 è stata presidente dell'Associazione Italiana di Studi Bizantini.

## Principali pubblicazioni
- Untersuchungen über die byzantinische Herrschaft in Süditalien vom 9. bis ins 11. Jahrhundert. Wiesbaden 1967 (= Dissertation München 1966). 
  - Edizione italiana ampliata: La dominazione bizantina nell'Italia meridionale dal IX all'XI secolo. Bari 1978.
- I ceti dirigenti prenormanni al tempo della costituzione degli stati normanni nell'Italia meridionale e in Sicilia, in Forme di potere e struttura sociale in Italia nel Medioevo. Bologna 1977, pp. 321-377.
- Zur Sprache der mittelalterlichen griechischen Urkunden aus Süditalien und Sizilien, in La cultura in Italia fra Tardo Antico e Alto Medioevo. Atti del Convegno tenuto a Roma (Consiglio Nazionale delle Ricerche, 12–16 November 1979), vol. II, Roma 1981, pp. 611-618.
- Die Städte im byzantinischen Italien, in Mélanges de l'École Française de Rome. Moyen Âge 101/2 (1989), pp. 401-464 (online).
- Gregor von Burtscheid und das griechische Mönchtum in Kalabrien, in Römische Quartalschrift für christliche Altertumskunde und Kirchengeschichte, 93 (1998), pp. 215-250.
- Zur Regentschaft der Gräfin Adelasia del Vasto in Kalabrien und Sizilien (1101–1112), in Aetos. Studies in honour of Cyril Mango presented to him on April 14, 1998. Stuttgart-Leipzig 1998, pp. 87-115.
- Griechische Beamte in der duana de secretis von Palermo. Eine prosopographische Untersuchung. In: Zwischen Polis, Provinz und Peripherie. Beiträge zur byzantinischen Geschichte und Kultur. Wiesbaden 2005, S. 381-411.
- The South Italian Sources. In: Byzantines and Crusaders in Non-Greek Sources, 1025–1204. Oxford 2007 (Proceedings of the British Academy, 132), pp. 95-121.
- Straußeneier im mittelalterlichen Kampanien, in Ot Zargrada do Belogo Morja. Sbornik statej posrednevekovomu iskustsvu v čest E. C. Smirnovoj, Mosca 2007, pp. 581-598.
- Straßen und Verkehr im byzantinischen Süditalien (6. bis 11. Jahrhundert), in Die Welt der europäischen Straßen von der Antike bis in die frühe Neuzeit, Köln-Weimar-Wien 2009, pp. 219-237.
- Sprachengewirr - wer behält das letzte Wort? Sprachliche Vielfalt im sakralen und profanen Kontext, in A. Wieczorek, B. Schneidmüller, S. Weinfurter, Die Staufer und Italien. Drei Innovationsregionen im mittelalterlichen Europa. I. Essays, Mannheim 2010, pp. 341-347.
- Adalbert von Prag und das griechische Mönchtum in Italien, in Italien–Mitteldeutschland–Polen. Geschichte und Kultur im europäischen Kontext vom 10. bis zum 18. Jahrhundert, Leipzig 2013 (Schriften zur sächsischen Geschichte und Volkskunde, 42), pp. 39-56.
- Die Juden im byzantinischen Süditalien und Sizilien (6.–11. Jahrhundert), in Studien zum mittelalterlichen Judentum im byzantinischen Kulturraum: Süditalien und Sizilien, Konstantinopel und Kreta, Arye Maimon-Institut für Geschichte der Juden: Studien und Texte, Trier 2013, pp. 9-36.

## Ascendenza
|                                      |                 |                                    | Genitori                                         |  |  | Nonni |  |  | Bisnonni                         |  |  | Trisnonni                            |  |
|                                      |                 |                                    |                                                  |  |  |       |  |  | Ludwig, V barone di Falkenhausen |  |  | Alexander, IV barone di Falkenhausen |  |
|                                      |                 |                                    |                                                  |  |  |       |  |  | Ludwig, V barone di Falkenhausen |  |  | Alexander, IV barone di Falkenhausen |  |
|                                      |                 | Katharina von Rouanet              |                                                  |  |  |       |  |  | Ludwig, V barone di Falkenhausen |  |  |                                      |  |
| Friedrich, VI barone di Falkenhausen |                 |                                    |                                                  |  |  |       |  |  | Ludwig, V barone di Falkenhausen |  |  |                                      |  |
|                                      |                 | Helene von Waldow und Reitzenstein | Carl von Waldow und Reitzenstein                 |  |  |       |  |  |                                  |  |  |                                      |  |
|                                      |                 | Helene von Waldow und Reitzenstein | Carl von Waldow und Reitzenstein                 |  |  |       |  |  |                                  |  |  |                                      |  |
|                                      |                 | Helene von Waldow und Reitzenstein | Elisabeth von Jacobs                             |  |  |       |  |  |                                  |  |  |                                      |  |
| Gotthard, VII barone di Falkenhausen |                 | Helene von Waldow und Reitzenstein |                                                  |  |  |       |  |  |                                  |  |  |                                      |  |
|                                      |                 | Bernhard von der Marwitz           | Friedrich August Ludwig von der Marwitz          |  |  |       |  |  |                                  |  |  |                                      |  |
|                                      |                 | Bernhard von der Marwitz           | Friedrich August Ludwig von der Marwitz          |  |  |       |  |  |                                  |  |  |                                      |  |
|                                      |                 | Bernhard von der Marwitz           | contessa Charlotte von Moltke                    |  |  |       |  |  |                                  |  |  |                                      |  |
| Charlotte von der Marwitz            |                 | Bernhard von der Marwitz           |                                                  |  |  |       |  |  |                                  |  |  |                                      |  |
|                                      |                 | contessa Marie von Itzenplitz      | Heinrich August Friedrich, I conte di Itzenplitz |  |  |       |  |  |                                  |  |  |                                      |  |
|                                      |                 | contessa Marie von Itzenplitz      | Heinrich August Friedrich, I conte di Itzenplitz |  |  |       |  |  |                                  |  |  |                                      |  |
|                                      |                 | contessa Marie von Itzenplitz      | baronessa Luise von Sierstorpff                  |  |  |       |  |  |                                  |  |  |                                      |  |
| baronessa Vera von Falkenhausen      |                 | contessa Marie von Itzenplitz      |                                                  |  |  |       |  |  |                                  |  |  |                                      |  |
|                                      | Friedrich Körte | Christian Körte                    |                                                  |  |  |       |  |  |                                  |  |  |                                      |  |
|                                      | Friedrich Körte | Christian Körte                    |                                                  |  |  |       |  |  |                                  |  |  |                                      |  |
|                                      | Friedrich Körte | Anna Magdalena Bode                |                                                  |  |  |       |  |  |                                  |  |  |                                      |  |
| Alfred Körte                         | Friedrich Körte |                                    |                                                  |  |  |       |  |  |                                  |  |  |                                      |  |
|                                      |                 | Marie Thaer                        | Andreas Ernst Thaer                              |  |  |       |  |  |                                  |  |  |                                      |  |
|                                      |                 | Marie Thaer                        | Andreas Ernst Thaer                              |  |  |       |  |  |                                  |  |  |                                      |  |
|                                      |                 | Marie Thaer                        | Henriette Ferdinande Fröhlich                    |  |  |       |  |  |                                  |  |  |                                      |  |
| Annemarie Körte                      |                 | Marie Thaer                        |                                                  |  |  |       |  |  |                                  |  |  |                                      |  |
|                                      |                 | Martin Gropius                     | Carl Gropius                                     |  |  |       |  |  |                                  |  |  |                                      |  |
|                                      |                 | Martin Gropius                     | Carl Gropius                                     |  |  |       |  |  |                                  |  |  |                                      |  |
|                                      |                 | Martin Gropius                     | Berta Wahnschaffe                                |  |  |       |  |  |                                  |  |  |                                      |  |
| Frieda Gropius                       |                 | Martin Gropius                     |                                                  |  |  |       |  |  |                                  |  |  |                                      |  |
|                                      |                 | Elisabeth Altgelt                  | Hermann Altgelt                                  |  |  |       |  |  |                                  |  |  |                                      |  |
|                                      |                 | Elisabeth Altgelt                  | Hermann Altgelt                                  |  |  |       |  |  |                                  |  |  |                                      |  |
|                                      |                 | Elisabeth Altgelt                  | Laura Antonie de Greiff                          |  |  |       |  |  |                                  |  |  |                                      |  |
|                                      |                 | Elisabeth Altgelt                  |                                                  |  |  |       |  |  |                                  |  |  |                                      |  |